# Fiat 519

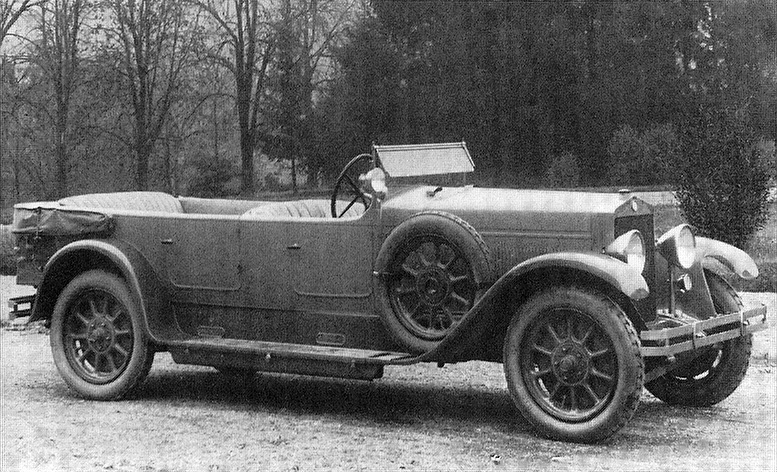
Fiat 519 B Torpedo, 1925

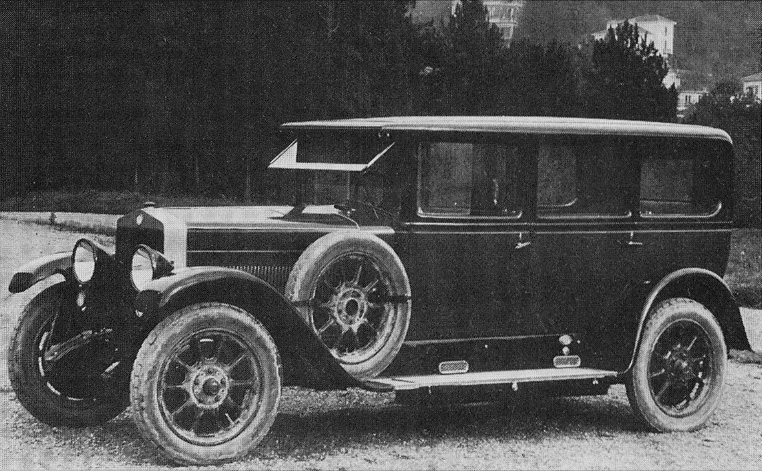
Fiat 519 A Sedan, 1924

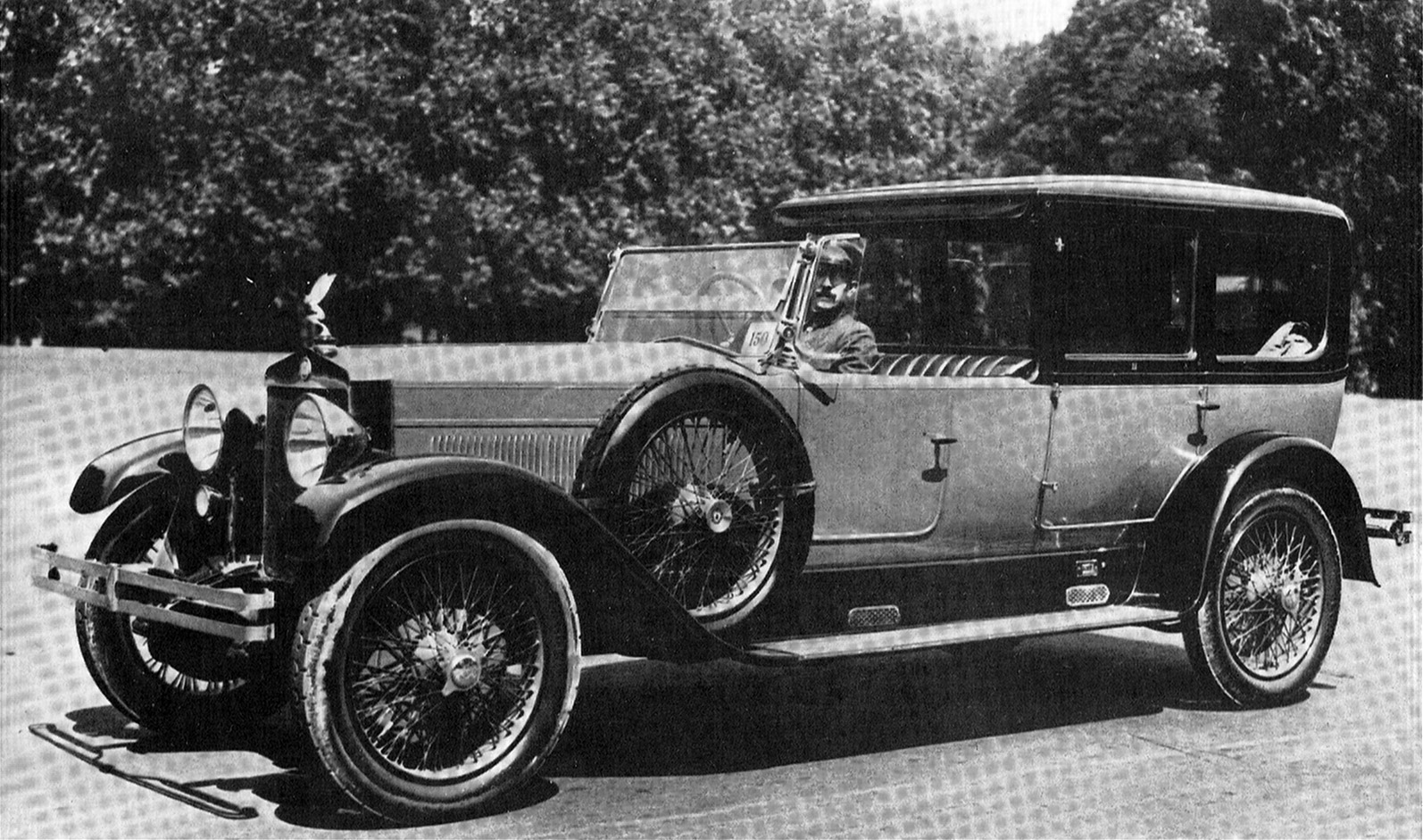
Fiat 519 Series1 Sedanca-de-Ville, 1922

Fiat 519 a fost un model de automobil de lux fabricat de compania italiană Fiat în perioada 1922–1927.
Fiat 519, alături de modelul Fiat 520 Super Fiat, a ocupat locul de vârf în gama Fiat din epoca interbelică, fiind o emblemă a inovației și rafinamentului tehnologic.
Construit pe un șasiu complet nou, cu ampatament generos, și echipat cu un motor modern, cu 6 cilindri în linie, având o capacitate de 4.766 cm³ și o putere impresionantă de 77 CP, modelul s-a remarcat ca prima mașină din lume dotată cu frâne asistate hidraulic pe toate cele patru roți, o inovație tehnologică pentru acea vreme.
În 1925, Fiat a lansat a doua serie, Fiat 519B, care a beneficiat de îmbunătățiri semnificative ale sistemului de suspensie, sporind confortul și manevrabilitatea.
Versiunea Torpedo S, produsă între anii 1922 și 1924, a fost concepută pentru performanțe deosebite, atingând o viteză maximă de peste 126 km/h.
De-a lungul perioadei de producție, au fost fabricate peste 2.400 de exemplare ale modelului Fiat 519. La nivel mondial, se cunosc aproximativ 25 de exemplare rămase, dintre care unul este un model original 519S, iar alte trei reprezintă versiuni scurtate ale modelului 519. Dintre acestea, trei exemplare sunt echipate cu radiatorul distinctiv al modelului 519S, cu vârf, în timp ce celelalte două dispun de radiator cu design plat.

## Tipuri
- 519, 519A, 519B, 519C și 519S
  - 519A: Dispunea de un radiator mai înalt și modificări de detaliu la motor, inclusiv o pompă de apă mărită, un sistem de ungere a suporților de balansoare și eliminarea foii de arc „anti-ruliu” spate, oferind o suspensie spate convențională.
  - 519B: Era echipat cu un mecanism complet diferit pentru acționarea frânelor frontale, utilizând sistemul Perrot
  - 519C (Colonial): Avea o gardă la sol mărită. Nu se cunosc exemplare existente, astfel că este posibil să nu fi fost produs, deși a fost catalogat.
  - 519S: avea un ampatament mai scurt, de 3.300 mm, și o lățime a ecartamentului de 1.475 mm.